# Станко
Станко је мушко словенско име. Значење имена долази од основе стати (престари, остати). У прошлости се веровало да над‌евањем оваквог имена д‌еци може зауставити помор деце у некој породици или обрнуто, зауставити даље рађање д‌еце тамо где их је већ сувише. Такође може бити и да је име прижељкивано и настало од основе стајати (остајати) изражавајући родитељску жељу и интерес да се д‌ете одржи, остане у животу. Женски облик овог имена је Станка. Изведено од имена Стана.
Име:
- Станко Бараћ (рођен 1986), хрватски професионални кошаркаш
- Станко Блоудек (1890–1959), словеначки конструктор авиона и аутомобила, спортиста и спортски проналазач, дизајнер, градитељ и васпитач
- Станко Црнојевић (1457–1528), српски властелин и османски вазал
- Станко Лоргер (1931–2014), бивши словеначки препонаш и олимпијски такмичар
- Станко Поклеповић (1938–2018), хрватски фудбалски тренер
- Станко Суботић (рођен 1959), српски бизнисмен са седиштем у Женеви
- Станко Тавчар (1898–1945), словеначки фудбалер, а касније лекар
- Станко Враз (рођен Јакоб Фрас) (1810–1851), хрватско-словеначки песник